# 李泰賢
李泰賢（イ・テヒョン、이태현、り たいけん、1990年1月1日 - ）は、韓国の囲碁棋士。大田市出身、許壮会九段門下、韓国棋院所属、八段。バッカス杯天元戦準優勝、LG杯世界棋王戦ベスト8など。

## 経歴
沖岩高等学校卒業。2007年入段。2008年SKガス杯新鋭プロ十傑戦リーグ入りし5位入賞、二段。2009年天元戦ベスト16、三段。2011年天元戦決勝に進出、崔哲瀚に0-3で敗れ準優勝、これにより四段昇段。同年BCカード杯世界囲碁選手権出場、名人戦、天元戦でベスト4進出、KC&A新人王戦8位。2013年五段。2014年百霊愛透杯世界囲碁オープン戦ベスト32、名人戦ベスト8。2015年六段。2016年七段。2020年LG杯ベスト8。2021年八段。
韓国囲碁リーグには2009年から出場し、2012年には10勝3敗の成績で優秀棋士賞。韓国棋士ランキングでは2012年38位。

### 主な棋歴
国際棋戦
- LG杯世界棋王戦 2020年(25回) ベスト8
- 国際新鋭囲碁対抗戦 2010年 2-1、2011年 2-1

国内棋戦
- バッカス杯天元戦 準優勝 2011年
- 韓国囲碁リーグ
  - 2009年（新安天日塩）5-5
  - 2010年（Kixx）4-7
  - 2011年（ハンゲーム）7-7
  - 2012年（ハンゲーム）10-3（優秀棋士賞）
  - 2013年（SKエネルギー）2-9
  - 2014年（Kixx）7-7
  - 2015年（SKエンクリン）5-10
  - 2016年（SKエンクリン）7-9
  - 2017年（SKエンクリン）6-9
  - 2019-20年（セルトリオン）2-6
  - 2020-21年（セルトリオン）2-6
  - 2021-22年（YOU WHO）